# Carolina Routier
Carolina Routier Cañigueral (Banyoles, 23 de abril de 1990) é uma triatleta profissional espanhola.

## Carreira

### Rio 2016
Carolina Routier disputou os Jogos do Rio 2016, acabou não completando a prova.  Ela é namorada do também triatleta Mario Mola.